# Якимов, Анатолий Михайлович
Анато́лий Миха́йлович Яки́мов (10 марта 1949 — 19 июня 2013) — первый глава администрации Эвенкийского автономного округа с 1991 по 1997 годы. Бывший заместитель губернатора Красноярского края (1999—2001 и 2002—2003). Заслуженный геолог Российской Федерации (2001).

## Биография
Родился 10 марта 1949 года в Новосибирске. Отец, Фридман Михаил Исакович, инвалид Великой Отечественной войны. Мать — Якимова Нина Вениаминовна.

### Образование и трудовая деятельность
Окончил Московский институт нефтехимической и газовой промышленности им. И. М. Губкина по специальности «горный инженер-геофизик» в 1978 году.
Прошёл срочную службу в Советской Армии. С 1970 года работал в Сибирском научно-исследовательском институте геологии, геофизики и минерального сырья в Новосибирске, затем — в полевой партии Таймырской геофизической экспедиции в Дудинке. С 1979 по 1985 год — начальник партии, главный геофизик, главный инженер Илимпийской геофизической экспедиции (пос. Енисейск Красноярского края). С 1985 по 1990 год — начальник Эвенкийской геофизической экспедиции. Под его руководством и непосредственном участии выявлены многие перспективные нефтегазоносные структуры, переданные для дальнейшего изучения и освоения.

### Политическая деятельность (1990—2003)
В 1989 году был избран в Совет народных депутатов Эвенкийского автономного округа. Член КПСС (1986—1991).
С 1990 по 1991 год — председатель исполкома Совета народных депутатов Эвенкийского автономного округа.
Указом Президента РСФСР Б. Н. Ельцина от 18.12.1991 N 288 Анатолий Михайлович Якимов был назначен главой администрации Эвенкийского автономного округа.
С 18 декабря 1991 года по 21 апреля 1997 года — глава администрации Эвенкийского автономного округа.
Октябрьские события 1993 года воспринимал как неизбежную меру, предпринятую с целью воспрепятствовать коммунистическому реваншу, однако считал, что можно было обойтись без кровопролития.
С 23 января 1996 года по 16 апреля 1997 года — по должности главы администрации входил в состав Совета Федерации второго созыва, являлся членом Комитета СФ по делам Севера и малочисленных народов.
22 декабря 1996 года на выборах главы администрации округа потерпел поражение, но результаты выборов были признаны недействительными. На повторных выборах 16 марта 1997 года снова проиграл.
В 1997 году переехал в Красноярск, был назначен на должность председателя комитета по экологии и использованию недр Красноярского края.
С 1999 по 2001 год — заместитель губернатора Красноярского края.
В 2001 году из-за разногласий с губернатором Красноярского края Александром Лебедем ушел в отставку и на пенсию.
2001—2002 годах — генеральный директор ООО «Таймырнефть».
С октября 2002 по апрель 2003 года при новом губернаторе Хлопонине заместитель губернатора Красноярского края и начальник Главного управления природных ресурсов Администрации края. Координировал вопросы использования природных ресурсов и охраны окружающей среды.
В апреле 2003 года Анатолий Якимов после перенесенной операции по состоянию здоровья покинул занимаемые должности заместителя губернатора и начальника Главного управления природных ресурсов.

### Последние годы
После ухода из администрации Красноярского края с 2003 года по 2012 год работал генеральным директором ООО Горнорудной компании «Амикан», организации, занимающейся изучением крупного золоторудного месторождения в Северо-Енисейском районе. В этот период под его руководством завершена детальная разведка и утверждены в ГКЗ запасы нового крупного золоторудного месторождения. Входил в Совет экспертов комиссии Законодательного собрания Красноярского края по природным ресурсам и экологии.
С 2012 года до самой смерти работал исполнительным директором ОАО «СибцветметНИИпроект».
Умер 19 июня 2013 года в Красноярске. Похоронен на Заельцовском кладбище Новосибирска.

## Семья
Был женат, двое детей.

## Награды, почётные звания
- Удостоен звания «Заслуженный геолог Российской Федерации» (2001).[6].
- Награждён медалью «Совет Федерации. 15 лет» за большой вклад в развитие российского парламентаризма (2009).
- Благодарность Президента Российской Федерации (12 августа 1996 года) — за активное участие в организации и проведении выборной кампании Президента Российской Федерации в 1996 году[7].